# Miquel Canals i Mas
Fra Miquel Canals Mas, nascut a Llucmajor, Mallorca, el 1633 i traspassat a Palma el 1713, fou un religiós mínim.
Fra Miquel Canals professà al convent de Sant Francesc de Paula de Palma de l'Orde dels Mínims. Fou consultor del Sant Ofici i tres vegades Provincial de Mallorca (1671, 1677, 1692). Impulsà les obres del seu convent i promogué les del convent de Santa Maria del Camí.